# Kubo and the Two Strings
Kubo and the Two Strings (Nederlands: Kubo en het magische zwaard, Vlaams: Kubo en het magische harnas) is een Amerikaanse 3D-stop-motion-animatiefilm uit 2016, geregisseerd door Travis Knight. De film ging op 8 juli in première op het filmfestival van Jeruzalem.

## Verhaal
Kubo leeft een normaal rustig leven in een klein dorpje in het oude Japan waar hij voor zijn zieke moeder zorgt en verhalen vertelt. Een geest uit het verleden verandert alles wanneer deze een eeuwenoude ruzie oprakelt en Kubo moet op de vlucht voor goden en monsters. Om te kunnen overleven moet hij op zoek naar een magisch harnas dat ooit aan zijn vader, een legendarische samoeraikrijger, toebehoorde. Tijdens zijn gevaarlijke zoektocht krijgt Kubo hulp van Monkey en Beetle.

## Stemverdeling
| Personage            | Originele stem       | Nederlandse stem | Vlaamse stem |
| -------------------- | -------------------- | ---------------- | ------------ |
| Kubo                 | Art Parkinson        | Roman Derwig     |              |
| Monkey               | Charlize Theron      | Kim van Kooten   |              |
| Raiden the Moon King | Ralph Fiennes        |                  |              |
| The Sisters          | Rooney Mara          | Noortje Herlaar  |              |
| Hosato               | George Takei         |                  |              |
| Beetle               | Matthew McConaughey  | Benja Bruijning  |              |
| Hashi                | Cary-Hiroyuki Tagawa |                  |              |
| Kameyo               | Brenda Vaccaro       |                  |              |